# Lac Troyes
Lac Troyes är en sjö i Kanada.   Den ligger i regionen Lanaudière och provinsen Québec, i den sydöstra delen av landet, 230 km nordost om huvudstaden Ottawa. Lac Troyes ligger 449 meter över havet. Arean är 11,4 kvadratkilometer. Den sträcker sig 6,9 kilometer i nord-sydlig riktning, och 5,3 kilometer i öst-västlig riktning.
I omgivningarna runt Lac Troyes växer i huvudsak blandskog. Trakten runt Lac Troyes är nära nog obefolkad, med mindre än två invånare per kvadratkilometer.